# Gyirong (arrondissement)
Gyirong Dzong, Chinees: Gyirong Xian is een arrondissement in de prefectuur Shigatse in het zuiden van de Tibetaanse Autonome Regio in de Volksrepubliek China.

## Historische en huidige geografische ligging
Het historische Gyirong aan de grens met Nepal in het Gyirong-dal moet niet verwisseld worden met het huidige, uitgebreidere district Gyirong (Gyirong Xiàn, Jílóng Xiàn). Het huidige arrondissement omvat ook de noordelijker gelegen regio Dzongka en de noordelijke, aangrenzende nomadengebieden.
Gyirong heeft een mild klimaat dat te danken is aan de geringe hoogte van ongeveer 2400 meter. Het heeft verder in vergelijking tot de rest van het Tibetaans Hoogland een andere, welige vegetatie. Het huidige arrondissement heeft een oppervlakte van 9009 km² en telde 12.857 inwoners aan het eind van 2003.
De gemiddelde jaarlijkse temperatuur is 0 °C en jaarlijks valt er gemiddeld 350 mm neerslag.

## Betekenis
Tot 1960 liep er door Gyirong een van de belangrijkste handelsstraten tussen Nepal en Tibet. De eenvoudige toegankelijkheid vanuit Nepal leidde er echter in het verleden ook toe, dat de regio diende als invalspoort voor militaire aanvallen door Nepal in Tibet. In 1792 zond de Chinese keizer Qianlong troepen naar Gyirong om de invasies uit Nepal af te weren.
In 1945 telden het Gyirong-dal en het aangrenzende Ladeb (la sdebs) 26 Tibetaanse kloosters en tempels. De tempel Chamtrin Lhakhang is een van de Yang 'dul-tempels die door de koning van Tibet Songtsen Gampo zou zijn gesticht in de 7e eeuw en diende voor het temmen van de demone Sinmo.
Rond 1265 werd de regio Gyirong onderdeel van het tienduizendschap Mangyül Gungthang onder heerschappij van de sakyapa. Met de ondergang van de heerschappij van de sakyapa kwam Gyirong sinds 1620 onder de heerschappij van Tsangpa Desi die in Shigatse zetelde. In 1644 kwam het uiteindelijk onder het bewind van de vijfde dalai lama.
Het plaatselijk dialect van Gyirong is grondig onderzocht. Delen van de Tibetaanse volksliteratuur uit deze regio werden in de jaren 1980 verzameld en gepubliceerd.

## Bezienswaardigheden

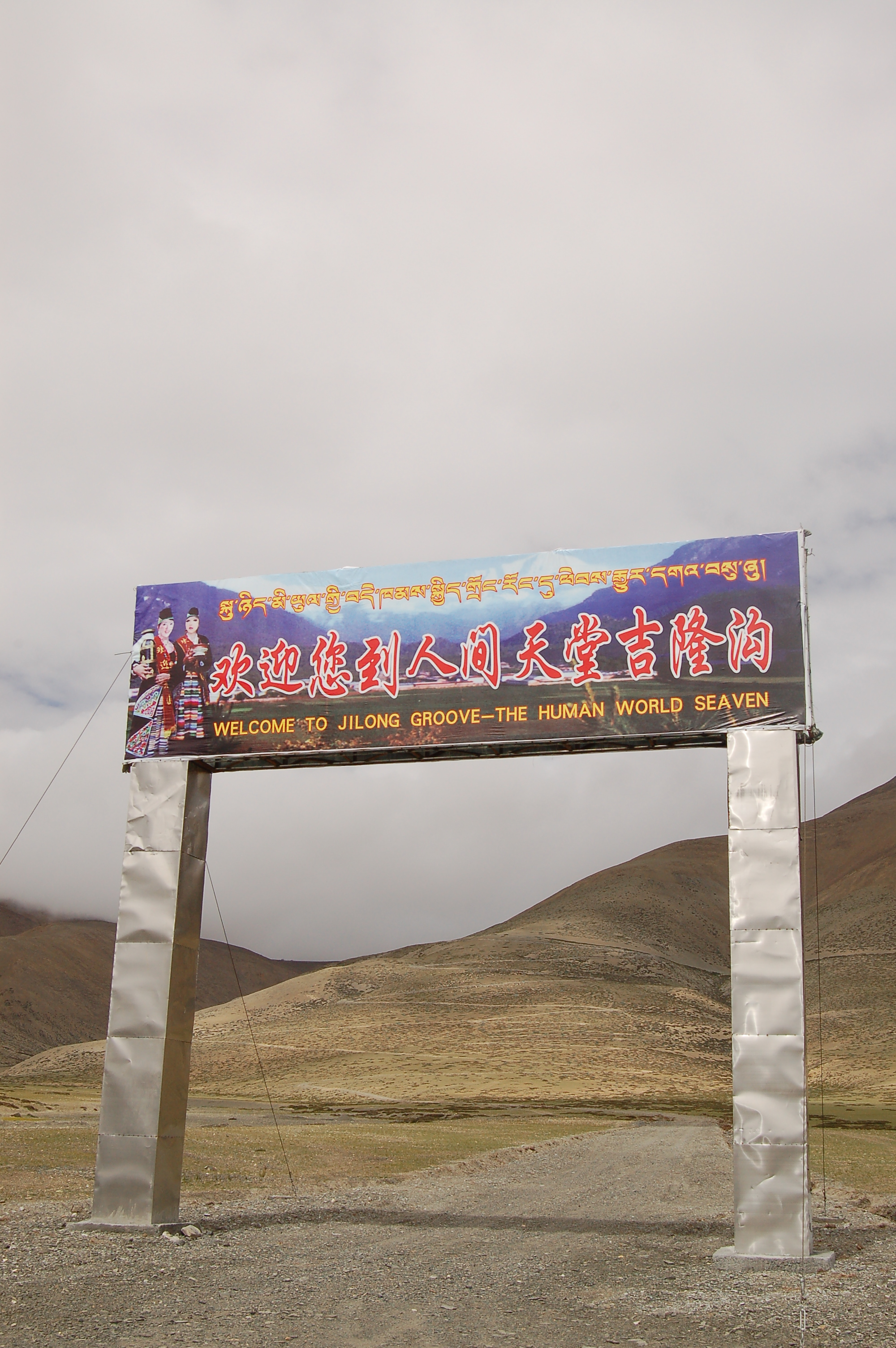
Welkom in het Gyirong-dal - de hemel op aarde

De twee tempels Chamtrin Lhakhang en Phagpa Lhakhang dateren uit de tijd van de Tibetaanse Yarlung-dynastie. De Phagpa Lhakhang huisvestte vroeger een van de heiligste beelden van Tibet van de godheid Chenrezig, namelijk de Ārya Va-ti bzang-po. Dit standbeeld werd in de loop van de geschiedenis meerdere malen naar Lhasa gebracht om het te beschermen tegen de invallen van gurkha's. Het beeld bevindt zich sinds de tweede helft van de 20e eeuw in Dharamsala (India).
In de regio staat verder het klooster Trashi Samten Ling dat door Yongzin Yeshe Gyaltsen (1713-1793) werd gesticht. Hij was een leraar van de achtste dalai lama.
Sinds 2001 staan de volgende monumenten op de Chinese lijst van erfgoederen:
- Het Chode-kloster uit de 10e eeuw
- De boeddhistische tempel Drolma Lhakhang
- De rotsinscriptie van de gezant van de Tang-dynastie naar India uit 658

## Districten
Gyiron telde de volgende districten met aantallen inwoners volgens de volkstelling in 2000:
- Dzongka, 3083 inwoners
- Gyirong (district), 3913 inwoners
- Treba/Zheba, 1956 inwoners
- Gungthang, 879 inwoners
- Dragna/Chagna, 2343 inwoners

## Etnische verdeling van de bevolking
In 2000 kende het arrondissement de volgende etnische verdeling:
| Bevolkingsgroep | inwoners | aandeel |
| --------------- | -------- | ------- |
| Tibetanen       | 11.951   | 98,17%  |
| Han             | 215      | 1,77%   |
| Bai             | 3        | 0,02%   |
| Tujia           | 2        | 0,02%   |
| Overig          | 3        | 0,02%   |